# Alexej Jermolajev
Alexej Vladimirovič Jermolajev (* 6. ledna 1975) je bývalý ruský sportovní šermíř, který se specializoval na šerm šavlí. V roce 1995 obsadil třetí místo na mistrovství Evropy v soutěži jednotlivců. S ruským družstvem šavlistů vybojoval v roce 1994 titul mistra světa.